# Miss Supranacional 2023
Miss Supranacional 2023 fue la 14.ª edición del certamen Miss Supranacional, correspondiente al año 2023; la cual se llevó a cabo el 14 de julio en el Anfiteatro Strzelecki Park de la ciudad de Nowy Sącz, Polonia. Candidatas de 65 países y territorios autónomos compitieron por el título. Al final del evento, Lalela Mswane, Miss Supranacional 2022 de Sudáfrica, coronó a Andrea Aguilera, de Ecuador, como su sucesora.

## Resultados
| Posiciones                    | Candidata |
| ----------------------------- | --- |
| Miss Supranacional 2023       | - Ecuador - Andrea Aguilera |
| Primera Finalista             | - Filipinas - Pauline Amelinckx § |
| Segunda Finalista             | - Brasil - Sancler Frantz § |
| Tercera Finalista             | - Reino Unido - Emma Collingridge |
| Cuarta Finalista              | - Vietnam - Đặng Thanh Ngân ∆ |
| Top 12 (En orden de posición) | - Perú - Valeria Flórez - India - Pragnya Ayyagari - México - Vanessa López - Puerto Rico - Camille Fabery - República Dominicana - Crystal Matos - Gibraltar - Michelle López - Países Bajos - Luna-Isabella Stienstra |
| Top 24 (En orden de posición) | - Zimbabue - Sakhile Dube § - Curazao - Andreina Pereira § - Colombia - Valentina Mora - Sudáfrica - Ayanda Thabethe - Tailandia - Patraporn Wang - España - Lola Martínez - Indonesia - Yasinta Aurellia - Botsuana - Dabilo Moses - El Salvador - Luciana Martínez - Venezuela - Selene Delgado - Polonia - Aleksandra Klepaczka - Malasia - Deidre Walker |

- ∆ Votada por el público de todo el mundo vía internet para completar el cuadro de las doce semifinalistas.
- § Ganadoras de retos entran al cuadro de las veinticuatro cuartofinalistas.

### Reinas Continentales
| Continente | Candidata                    |
| ---------- | ---------------------------- |
| África     | - Zimbabue - Sakhile Dube    |
| América    | - Perú - Valeria Flórez      |
| Asia       | - India - Pragnya Ayyagari   |
| Caribe     | - Curazao - Andreina Pereira |
| Europa     | - Gibraltar - Michelle López |

### Orden de clasificación
| Top 24               | Top 12               | Top 5       |
| -------------------- | -------------------- | ----------- |
| Curazao              | Vietnam              | Vietnam     |
| Filipinas            | Brasil               | Ecuador     |
| Zimbabue             | Países Bajos         | Reino Unido |
| Brasil               | Perú                 | Filipinas   |
| Colombia             | Ecuador              | Brasil      |
| Malasia              | Reino Unido          |             |
| España               | Filipinas            |             |
| Botsuana             | República Dominicana |             |
| Polonia              | India                |             |
| Puerto Rico          | México               |             |
| Países Bajos         | Puerto Rico          |             |
| México               | Gibraltar            |             |
| Indonesia            |                      |             |
| Ecuador              |                      |             |
| Gibraltar            |                      |             |
| Sudáfrica            |                      |             |
| Venezuela            |                      |             |
| Vietnam              |                      |             |
| Reino Unido          |                      |             |
| República Dominicana |                      |             |
| Tailandia            |                      |             |
| Perú                 |                      |             |
| El Salvador          |                      |             |
| India                |                      |             |

## Premios Especiales
| Título                     | Candidata                        |
| -------------------------- | -------------------------------- |
| Elección de las Candidatas | - Curazao - Andreina Pereira     |
| Supra Chat                 | - Filipinas - Pauline Amelinckx  |
| Supra Influencer           | - Brasil - Sancler Frantz        |
| Supra Fan-Vote             | - Vietnam - Đặng Thanh Ngân      |
| Miss Supramodel            | - Zimbabue - Sakhile Dube        |
| Miss Fotogénica            | - El Salvador - Luciana Martínez |
| Miss Talento               | - Corea del Sur - Juhyeon Roh    |
| Miss Simpatía              | - Sudáfrica - Ayanda Thabethe    |
| Mejor Traje Nacional       | - Tailandia - Patraporn Wang     |

## Retos

### Supra Chat
- Avanza a la ronda 2 del desafío Supra Chat.

| Grupo | País 1        | País 2          | País 3            | País 4       | País 5      | País 6               | País 7            | País 8   |
| ----- | ------------- | --------------- | ----------------- | ------------ | ----------- | -------------------- | ----------------- | -------- |
| 1     | Bolivia       | Brasil          | Chile             | Costa Rica   | Mozambique  | Panamá               | Portugal          | —        |
| 2     | Albania       | Alemania        | Bélgica           | Gibraltar    | Grecia      | Islandia             | Países Bajos      | Rumania  |
| 3     | Camboya       | India           | Malasia           | Nepal        | Tailandia   | Turquía              | Vietnam           | —        |
| 4     | Botsuana      | Ghana           | Kenia             | Namibia      | Sudáfrica   | Zambia               | —                 | —        |
| 5     | Colombia      | Ecuador         | El Salvador       | México       | Nicaragua   | Paraguay             | Venezuela         | —        |
| 6     | Camboya       | Costa de Marfil | Guatemala         | Haití        | Mauricio    | Togo                 | —                 | —        |
| 7     | Bahamas       | Canadá          | Curazao           | Islas Caimán | Jamaica     | Nigeria              | Trinidad y Tobago | —        |
| 8     | Cuba          | España          | Guinea Ecuatorial | Perú         | Puerto Rico | República Dominicana | —                 | —        |
| 9     | Croacia       | Eslovaquia      | Finlandia         | Polonia      | Reino Unido | República Checa      | Somalia           | —        |
| 10    | Corea del Sur | Estados Unidos  | Filipinas         | Hong Kong    | India       | Japón                | Ucrania           | Zimbabue |

Notas
- Albania se retiró después de llegar a Polonia por motivos personales.
- Chile se retiró después de que se emitiera su episodio de Supra Chat, debido a dificultades con la organización Miss Chile.
- Guinea Ecuatorial se retiró por razones desconocidas después de no llegar a Polonia.
- Somalia se retiró después de que se emitiera su episodio de Supra Chat, debido a dificultades con su pasaporte.

#### Semifinales
| Resultados | Candidatas |
| ---------- | --- |
| Ganadora   | - Filipinas - Pauline Amelinckx |
| Top 5      | - Canadá - Alexa Marie Grant - India - Pragnya Ayyagari - Perú - Valeria Flórez - Sudáfrica - Ayanda Thabethe                                    |
| Top 10     | - Brasil - Sancler Frantz - Haití - Merlie Fleurizard - Nicaragua - Katherine Burgos - Reino Unido - Emma Collingridge - Rumania - Ioana Hotăran |

### Talento
| Resultados | Candidatas |
| ---------- | --- |
| Ganadora   | - Corea del Sur - Juhyeon Roh |
| Top 7      | - Bahamas - Maliqué Maranda - Hong Kong - Vinci Yuk Yu Chan - India - Pragnya Ayyagar - Islandia- Ísabella Þorvaldsdóttiri - Japón - Mayuko Hanawa - Malasia - Deidre Walker |
| Top 24     | - Botsuana - Dabilo Moses - Camboya - Chily Tevy - Canadá - Alexa Marie Grant - Cuba - Mónica Aguilar - Curazao - Andreina Pereira - Gibraltar - Michelle López - Guatemala - Naida Estubier - Indonesia - Yasinta Aurellia - Jamaica - Thalia Malcolm - México - Vanessa López - Mozambique - Suema Abdul - Nepal - Sama Parajuli - Países Bajos - Luna-Isabella Stienstra - Paraguay - Fabiola Martínez - Perú - Valeria Flórez - Portugal - Elodie Lopes - República Checa - Marie Jedličková |

### Miss Supramodel
| Resultados | Candidatas |
| ---------- | --- |
| Ganadora   | - Zimbabue - Sakhile Dube |
| Top 5      | - Bahamas - Maliqué Maranda - Colombia - Valentina Mora - República Checa - Marie Jedličková - Tailandia - Patraporn Wang                            |
| Top 10     | - Costa de Marfil - Yasmine Wognin - España - Lola Martínez - Estados Unidos - Rylee Spinks - Malasia - Deidre Walker - Puerto Rico - Camille Fabery |

| Título                  | Candidata                            |
| ----------------------- | ------------------------------------ |
| Miss Supramodel África  | - Zimbabue - Sakhile Dube            |
| Miss Supramodel América | - Colombia - Valentina Mora          |
| Miss Supramodel Asia    | - Tailandia - Patraporn Wang         |
| Miss Supramodel Caribe  | - Bahamas - Maliqué Maranda          |
| Miss Supramodel Europa  | - República Checa - Marie Jedličková |

### Supra Influencer
| Resultados | Candidatas |
| ---------- | --- |
| Ganadora   | - Brasil - Sancler Frant |
| Top 7      | - Canadá - Alexa Marie Grant - Indonesia - Yasinta Aurellia - Filipinas - Pauline Amelinckx - México - Vanessa López - Paraguay - Fabiola Martínez - Vietnam - Đặng Thanh Ngân |

## Antecedentes
A partir de 2023, la Organización Miss Supranacional ha decidido aceptar mujeres de dieciocho a treinta y dos años para participar en el concurso.

## Candidatas
65 candidatas compitieron por el título:
(En la tabla se utiliza su nombre completo, los sobrenombres van entrecomillados y los apellidos utilizados como nombre artístico, entre paréntesis; fuera de ella se utilizan sus nombres «artísticos» o simplificados).
| País/Territorio      | Candidata                            | Edad | Residencia         |
| -------------------- | ------------------------------------ | ---- | ------------------ |
| Alemania             | Maria Ignat                          | 24   | Fráncfort del Meno |
| Bahamas              | Maliqué Maranda                      | 22   | Gran Bahama        |
| Bélgica              | Jana Meskens                         | 21   | Sint-Amands        |
| Bolivia              | Sthepanie Terrazas Amusquivar        | 27   | Cochabamba         |
| Botsuana             | Dabilo Debbie Moses                  | 22   | Gaborone           |
| Brasil               | Sancler Frantz Könzen                | 32   | Arroio do Tigre    |
| Camboya              | Chily Tevy                           | 26   | Nom Pen            |
| Camerún              | Kevine Ghomba                        | 27   | Duala              |
| Canadá               | Alexa Marie Grant                    | 21   | Toronto            |
| Colombia             | Valentina Mora Trujillo              | 25   | Medellín           |
| Corea del Sur        | Juhyeon Roh                          | 22   | Seúl               |
| Costa de Marfil      | Yasmine Wognin                       | 23   | Assinie            |
| Costa Rica           | Margaret Gray Carrillo               | 21   | San José           |
| Croacia              | Anetta Rajković                      | 18   | Vinkovci           |
| Cuba                 | Mónica Aguilar Medina                | 24   | Camagüey           |
| Curazao              | Andreina de Andrade Pereira          | 28   | Willemstad         |
| Ecuador              | Andrea Victoria Aguilera Paredes     | 22   | Ventanas           |
| El Salvador          | Luciana Fernanda Martínez Cienfuegos | 24   | Santa Ana          |
| Eslovaquia           | Simona Leskovská                     | 31   | Bratislava         |
| España               | Lola Martínez Wilson                 | 18   | Torre del Mar      |
| Estados Unidos       | Rylee Spinks                         | 22   | Sparks             |
| Filipinas            | Pauline Cucharo Amelinckx            | 27   | Tubigon            |
| Finlandia            | Linda Sofia Heinonen                 | 21   | Turku              |
| Ghana                | Helen Demay Matey                    | 28   | Somanya            |
| Gibraltar            | Michelle López Desoisa               | 23   | Westside           |
| Grecia               | Maria Cholidou                       | 22   | Salónica           |
| Guatemala            | Naida Estubier Aldana                | 23   | Zacapa             |
| Haití                | Merlie Jane Fleurizard               | 31   | Puerto Príncipe    |
| Hong Kong            | Vinci Yuk Yu Chan                    | 29   | Pok Fu Lam         |
| India                | Pragnya Ayyagari                     | 21   | Hyderabad          |
| Indonesia            | Yasinta Aurellia                     | 19   | Sidoarjo           |
| Islandia             | Ísabella Þorvaldsdóttir              | 20   | Garðabær           |
| Islas Caimán         | Melissa Bridgemohan                  | 25   | West Bay           |
| Jamaica              | Thalia Malcolm                       | 27   | Kingston           |
| Japón                | Mayuko Hanawa                        | 27   | Shimotsuma         |
| Kenia                | Martha Mwikali                       | 29   | Mariakani          |
| Malasia              | Deidre Walker                        | 28   | Tambunan           |
| Mauricio             | Nilmani Devi Hurlall                 | 23   | Mahébourg          |
| México               | Vanessa López Quijada                | 28   | Nogales            |
| Mozambique           | Suema Abdul Rachid                   | 26   | Montepuez          |
| Namibia              | Romiley Hoffmann                     | 22   | Windhoek           |
| Nepal                | Sama Parajuli                        | 22   | Pokhara            |
| Nicaragua            | Katherine Isabella Burgos Reyes      | 22   | Tipitapa           |
| Nigeria              | Genevieve Edwin Ukatu                | 27   | Nnewi              |
| Países Bajos         | Luna-Isabella Stienstra              | 20   | Heerlen            |
| Panamá               | Jillyan Aleida Chue Rodríguez        | 27   | Colón              |
| Paraguay             | Fabiola Martínez                     | 29   | Villarrica         |
| Perú                 | Valeria Flórez Calderón              | 26   | Lima               |
| Polonia              | Aleksandra Klepaczka                 | 23   | Bukowiec           |
| Portugal             | Elodie Lopes                         | 23   | Lisboa             |
| Puerto Rico          | Camille Fabery Diana                 | 26   | Cataño             |
| Reino Unido          | Emma Rose Collingridge               | 25   | Suffolk            |
| República Checa      | Marie Jedličková                     | 25   | Štěchovice         |
| República Dominicana | Crystal Matos                        | 26   | Santo Domingo      |
| Rumania              | Ioana Izabela Hotăran                | 20   | Arad               |
| Sudáfrica            | Ayanda Thabethe                      | 23   | Pietermaritzburgo  |
| Tailandia            | Patraporn Wang                       | 28   | Bangkok            |
| Togo                 | Mathilde Sélom Abra Honyiglo         | 28   | Tsévié             |
| Trinidad y Tobago    | Cadiesha Joseph                      | 28   | Gasparillo         |
| Turquía              | Selin Erberk Gürdikyan               | 23   | Estambul           |
| Ucrania              | Alina Liashuk                        | 28   | Rivne              |
| Venezuela            | Selene Alejandra Delgado Delgado     | 26   | Guatire            |
| Vietnam              | Đặng Thanh Ngân                      | 24   | Cần Thơ            |
| Zambia               | Candy Mathews                        | 33   | Lusaka             |
| Zimbabue             | Sakhile Zibusiso Dube                | 25   | Bulawayo           |

### Candidatas retiradas
- Albania - Klara Musabelliu
- Chile - Francisca Paz Lavandero Ceballos
- Guinea Ecuatorial - Anita Mikue Nkuan Nfumu
- Lesoto - Lerato Pitso
- Somalia - Fowsia Abdirashid Abdihakin

### Candidatas reemplazadas
- Bolivia - María Camila Sanabria Pereyra fue reemplazada por Sthepanie Terrazas Amusquivar.

## Sobre los países en Miss Supranacional 2023

### Naciones debutantes
| - Botsuana - Islas Caimán | - Mozambique - Reino Unido |

### Naciones que regresan a la competencia
Compitió por última vez en 2013:
- Nicaragua

Compitió por última vez en 2017:
- Gibraltar

Compitió por última vez en 2018:
- Togo

Compitieron por última vez en 2019:
- Camerún
- Croacia

Compitió por última vez en 2021:
- Bahamas

### Naciones que se retiran de la competencia
| - Argentina - Chile - China - Dinamarca - Francia - Inglaterra - Irlanda | - Kazajistán - Kirguistán - Laos - Lesoto - Malta - Singapur - Uruguay |